# Agence France-Presse
L' Agence France-Presse eller AFP är världens tredje största nyhetsbyrå och har huvudsäte i Paris. 

## Historia
Nyhetsbyrån som är världens äldsta och Frankrikes största grundades 1835 av Charles-Louis Havas under namnet Agence Havas.

## Placering
AFP är efter den amerikanska nyhetsbyrån Associated Press (AP) och brittiska Reuters världens tredje största nyhetsbyrå, med 110 agenturer och 2000 medarbetare i 165 olika länder, i fem regioner. Paris är huvudsäte för nyhetsbyrån, och de fem regionkontoren finns i följande städer:
- Washington DC (Nordamerika)
- Hongkong (Asien och Stilla Havet)
- Montevideo (Latinamerika)
- Nicosia (Mellanöstern)
- Paris (Europa och Afrika)

## Verksamhet
AFP förmedlar nyhetstexter på sju olika språk (franska, engelska, arabiska, spanska, tyska, portugisiska och ryska), fotografier, nyhetsgrafiker och videoreportage från aktuella händelser över hela världen. Dess största kund är den franska staten som står för 40 procent av nyhetsbyråns omsättning. AFP är dock autonom och dess stadgar förbjuder direkta bidrag från den franska staten.